# Culpables (canción)
«Culpables» es una canción interpretada por la cantante colombiana Karol G y el cantante puertorriqueño Anuel AA. Fue lanzada el 14 de septiembre de 2018 bajo Universal Music Latino como el tercer sencillo del álbum de Karol G, Ocean. (2019)

## Video musical
El video musical de «Culpables» fue dirigido por José-Emilio Sangaró y se lanzó junto con la canción en el canal de Karol G en YouTube. A partir de 2023, el video musical de la canción cuenta con más de 1 billón de visualizaciones en la plataforma. Grabando el video de esta canción, el 21 de agosto de 2018, Karol G y Anuel AA se conocieron y se enamoraron al instante. El 23 de agosto de 2018, a los 2 días después de grabar el video musical y conocerse, empezaron a salir.

## Posicionamiento en listas
| Lista (2018–19)                  | Posición más alta |
| -------------------------------- | ----------------- |
| Argentina (Argentina Hot 100)    | 14                |
| Colombia (National-Report)       | 32                |
| España (PROMUSICAE)              | 6                 |
| Estados Unidos (Hot Latin Songs) | 8                 |

## Certificaciones
| Región                                                           | Certificación         | Unidades certificadas/Ventas |
| ---------------------------------------------------------------- | --------------------- | ---------------------------- |
| Estados Unidos ( RIAA )                                          | 11 × Platino (latino) | 660 000 null                 |
| Cifras de ventas y transmisión basadas solo en la certificación. |                       |                              |